# Miguel Portela de Morais
Pour les articles homonymes, voir Portela et Morais.
Pas d'image ? Cliquez ici

a Compétitions nationales et continentales officielles uniquement.

b Matchs officiels uniquement.
Miguel Portela de Morais, né le 4 mars 1974 à Lisbonne (Portugal), est un joueur international portugais de rugby à XV et international de rugby à sept. Il joue avec l'équipe du Portugal à XV de 1996 à 2010, évoluant principalement aux postes de centre et d'ailier. Il mesure 1,85 m pour 88 kg.
Son fils, Jerónimo Portela, ainsi que son neveu, Manuel Vareiro, sont également des joueurs internationaux portugais de rugby à XV.

## Biographie
En novembre 2009, Miguel Portela de Morais est sélectionné avec l'équipe XV Europe pour affronter les Barbarians français au stade Roi Baudouin à Bruxelles à l'occasion du 75e anniversaire de la FIRA – Association européenne de rugby. Les Baa-Baas l'emportent 26 à 39.

## Statistiques en équipe nationale
- 63 sélections avec le Portugal de 1996 à 2010.
- 6 essais.
- Sélections par année : 3 en 1996, 2 en 1997, 6 en 1998, 2 en 1999, 5 en 2000, 7 en 2002, 4 en 2004, 7 en 2005, 11 en 2006, 12 en 2007, 2 en 2009, 2 en 2010[4].
- Coupe du monde disputée : 2007 (4 matchs).

## Palmarès
- Finaliste du Championnat du Portugal en 2007 avec le GD Direito.